# Joseph Kaminski
Joseph Kaminski (Odessa, 17 de novembre de 1903 - Tel-Aviv-Jaffa, 14 d'octubre de 1972), fou un compositor i violinista polonès d'ètnia jueva.
Fill d'actors Esther Rachel Kamińska (1870-1925) i Abraham Isaak Kamiński (1867-1918). Poc després del naixement de Kaminski, la família es va traslladar d'Odessa a Varsòvia. El 1909, el jove Joseph, va començar a tocar el violí. De dotze anys, va actuar com a solista amb l'Orquestra Filharmònica de Varsòvia. El 1922 va fer estudis de violí i composició a la Universitat de Música de Berlín. Allí es va fer amic del director Paul Kletzki, a qui va dedicar els seus esbossos d'Israel. El 1924 va continuar els seus estudis (composició, direcció) a Viena amb Hans Gál i A. Rozsa. Després va tornar a Berlín i va aparèixer com a solista celebrat per la premsa alemanya. El 1926, després de la mort de la seva mare, Kaminski va tornar a Varsòvia i es va convertir en el director de l'orquestra del Teatre Jueu. Allà va escriure u.a. La música escènica, va fundar un reeixit quartet de corda i es va convertir, malgrat el creixent antisemitisme, concertino de l'Orquestra de la Ràdio de Varsòvia.
Però el 1935 es va veure forçat a emigrar a Palestina (Tel-Aviv) on fou nomenat director de l'Orquestra Filharmònica d'Israel.